# Bernard Lamitié
Bernard Lamitié (né le 27 juin 1946 à Paris) est un athlète français, spécialiste du triple saut, licencié à l'ASPTT Limoges.

## Biographie
Bernard Lamitié remporte la médaille de bronze du triple saut lors des Championnats d'Europe en salle 1974, 1976 et 1977. En 1975, il décroche la médaille d'or des Jeux méditerranéens, à Alger, et conserve son titre quatre ans plus tard aux Jeux méditerranéens de 1979 de Split, en Yougoslavie. 
En 1972, il établit le premier de ses cinq records de France du triple saut en établissant la marque de 16,50 m. Il porte ce record à 16,65 m en 1973, à 16,80 m en 1976, puis à 16,92 m en 1978. Le 5 août 1979, il établit un nouveau record de France à l'occasion de sa victoire à la Coupe d'Europe des nations, à Turin, avec la marque de 16,94 m. Ce record ne sera amélioré qu'en 1986 par Serge Hélan.
Quatrième des championnats d'Europe de 1978, il se classe dixième des Jeux olympiques de 1972, et onzième de ceux de 1976. 
Il prend en outre, avec un bond de 16,39 m, la deuxième place de sa discipline lors de la demi-finale de la Coupe d'Europe des nations disputée dans la cité londonienne en juillet 1977, derrière le soviétique Piskuline, mesuré à 16,74 m, et devant les six autres compétiteurs [2]. Il sort, de plus, vainqueur de l'épreuve disputée lors de la finale B, le dimanche 7 août 1977 à Goeteborg en Suède, avec un essai de 16,14 m en devançant notamment le yougoslave Hegedis, resté à 16,08 m [3]. 
Il remporte cinq titres de champion de France, en 1972, 1973, 1974, 1976 et 1977.

## Palmarès

### International
| Date | Compétition                    | Lieu            | Résultat | Épreuve     | Performance |
| ---- | ------------------------------ | --------------- | -------- | ----------- | ----------- |
| 1972 | Championnats d'Europe en salle | Grenoble        | 7e       | Triple saut | 16,26 m     |
| 1972 | Jeux olympiques                | Munich          | 10e      | Triple saut | 16,27 m     |
| 1973 | Championnats d'Europe en salle | Rotterdam       | 8e       | Triple saut | 15,96 m     |
| 1974 | Championnats d'Europe en salle | Göteborg        | 3e       | Triple saut | 16,56 m     |
| 1975 | Jeux méditerranéens            | Alger           | 1er      | Triple saut | 16,19 m     |
| 1976 | Championnats d'Europe en salle | Munich          | 3e       | Triple saut | 16,68 m     |
| 1976 | Jeux olympiques                | Montréal        | 11e      | Triple saut | 16,23 m     |
| 1977 | Championnats d'Europe en salle | Saint-Sébastien | 3e       | Triple saut | 16,45 m     |
| 1978 | Championnats d'Europe          | Prague          | 4e       | Triple saut | 16,87 m     |
| 1979 | Coupe d'Europe des nations     | Turin           | 1er      | Triple saut | 16,94 m     |
| 1979 | Jeux méditerranéens            | Split           | 1er      | Triple saut | 16,90 m     |
| 1981 | Championnats d'Europe en salle | Grenoble        | 5e       | Triple saut | 16,50 m     |

### National
- Championnats de France d'athlétisme :
  - champion de France du triple saut en 1972, 1973, 1974, 1976 et 1977.

## Records
- Recordman de France du triple-saut à 5 reprises de 1972 et 1979, dont 16,94 m en 1979.

| Épreuve     | Performance | Lieu  | Date        |
| ----------- | ----------- | ----- | ----------- |
| Triple saut | 16,94 m     | Turin | 5 août 1979 |